# Agriomorpha fusca
Agriomorpha fusca е вид водно конче от семейство Megapodagrionidae. Видът е незастрашен от изчезване.

## Разпространение
Разпространен е в Китай (Гуандун, Фудзиен и Хайнан) и Хонконг.

## Описание
Популацията на вида е стабилна.